# Декадни мегабит
Декадни мегабит се користи као јединица мере података у рачунарству и износи 1000 декадних килобита. 